# Описание вида
Описание вида — это формальное описание недавно открытого вида, обычно в форме научной статьи. Его цель состоит в том, чтобы дать четкое описание нового вида организма и объяснить, чем он отличается от видов, которые были описаны ранее или являются родственными. Описание вида часто содержит фотографии или другие иллюстрации типового материала и государств, в музеях которых он хранится. Публикация, в которой описан вид, даёт новому виду официальное научное название. Было идентифицировано и описано около 1,9 миллиона видов из примерно 8,7 миллиона, которые могут существовать на самом деле. Ещё миллионы вымерли за всё время существования жизни на Земле.

## Процесс присвоения имени
Название нового вида становится действительным (доступным в зоологической терминологии) с даты публикации его официального научного описания. Как только учёный проведёт необходимые исследования, чтобы определить, что обнаруженный организм представляет собой новый вид, научные результаты будут обобщены в научной рукописи, либо как часть книги, либо в виде статьи, которая будет представлена в научный журнал.
Научное описание вида должно соответствовать нескольким формальным критериям, указанным в номенклатурных кодах, например, выбор по крайней мере одного типового образца. Эти критерии предназначены для обеспечения того, чтобы название вида было ясным и недвусмысленным, например, в Международном кодексе зоологической номенклатуры (ICZN) говорится, что «авторы должны проявлять разумную осторожность и внимание при формировании новых названий, чтобы гарантировать, что они выбраны с учётом их последующих пользователей и чтобы они были, насколько это возможно, уместными, компактными, благозвучными, запоминающимися и не вызывающими оскорблений».
Названия видов пишутся 26 буквами латинского алфавита, но многие названия видов основаны на словах из других языков, латинизированных.
Как только рукопись будет принята к публикации, официально создаётся новое видовое название.
После того, как видовое название было присвоено и утверждено, его, как правило, нельзя изменить, за исключением случаев ошибки. Например, вид жука (Anophthalmus hitleri) был назван немецким коллекционером в честь Адольфа Гитлера в 1933 году, когда он недавно стал канцлером Германии. Неясно, будет ли такое посвящение считаться приемлемым или уместным сегодня, но это имя по-прежнему используется.
Названия видов могут быть выбраны на самых разных основаниях. Наиболее распространённым является название по внешнему виду вида, его происхождения, или название вида является посвящением определенному человеку. Примерами могут служить виды летучих мышей, названные в честь двух полос на спине (Saccopteryx bilineata), лягушка, названная в честь её боливийского происхождения (Phyllomedusa boliviana), и вид муравьев, посвященный актеру Харрисону Форду (Pheidole harrisonfordi). Научное название в честь лица или лиц известно как таксономический эпоним; патроним и матроним являются гендерными терминами для этого.
Существует также ряд юмористических названий видов. Литературные примеры включают родовое название Бороговия (вымерший динозавр), названное в честь борогова, мифического персонажа из поэмы Льюиса Кэрролла «Бармаглот». Второй пример, Macrocarpaea apparata (высокое растение) было названо в честь магического заклинания «аппарировать» из романов Дж. К. Роулинг о Гарри Поттере, поскольку оно, казалось, появилось из ниоткуда. В 1975 году британский натуралист Питер Скотт предложил биномиальное название Nessiteras rhombopteryx («Несское чудовище с ромбовидным плавником») для Лох-Несского чудовища; вскоре было замечено, что это анаграмма «Мистификация монстра сэра Питера С.».

### Названия видов, признающие благотворителей
Виды часто назывались учеными в знак признания сторонников и благотворителей. Например, род Victoria (цветковое водное растение) был назван в честь королевы Великобритании Виктории. Совсем недавно вид лемуров (Avahi cleesei) был назван в честь актера Джона Клиза в знак признания его работы по освещению бедственного положения лемуров на Мадагаскаре.
Некоммерческие экологические организации также могут разрешить благотворителям давать названия новым видам в обмен на финансовую поддержку таксономических исследований и охраны природы. Немецкая некоммерческая организация (gemeinnütziger Verein), BIOPAT — Покровители биоразнообразия собрала путём спонсорства более 450 000 долларов на исследования и сохранение более 100 видов с использованием этой модели. Отдельным примером этой системы является Plecturocebus aureipalatii (или «обезьяна Золотого дворца»), названная в честь казино Golden Palace в знак признания вклада в размере 650 000 долларов в Национальный парк Мадиди в Боливии в 2005 году.
Международный кодекс номенклатуры водорослей, грибов и растений (ICN) несколько не одобряет эту практику: «Рекомендация 20A. Авторы, формирующие родовые названия, должны соблюдать следующее … (h) Не посвящать роды лицам, совершенно не интересующимся ботаникой, микологией, физиологией или естественными науками в целом».

## История описаний видов

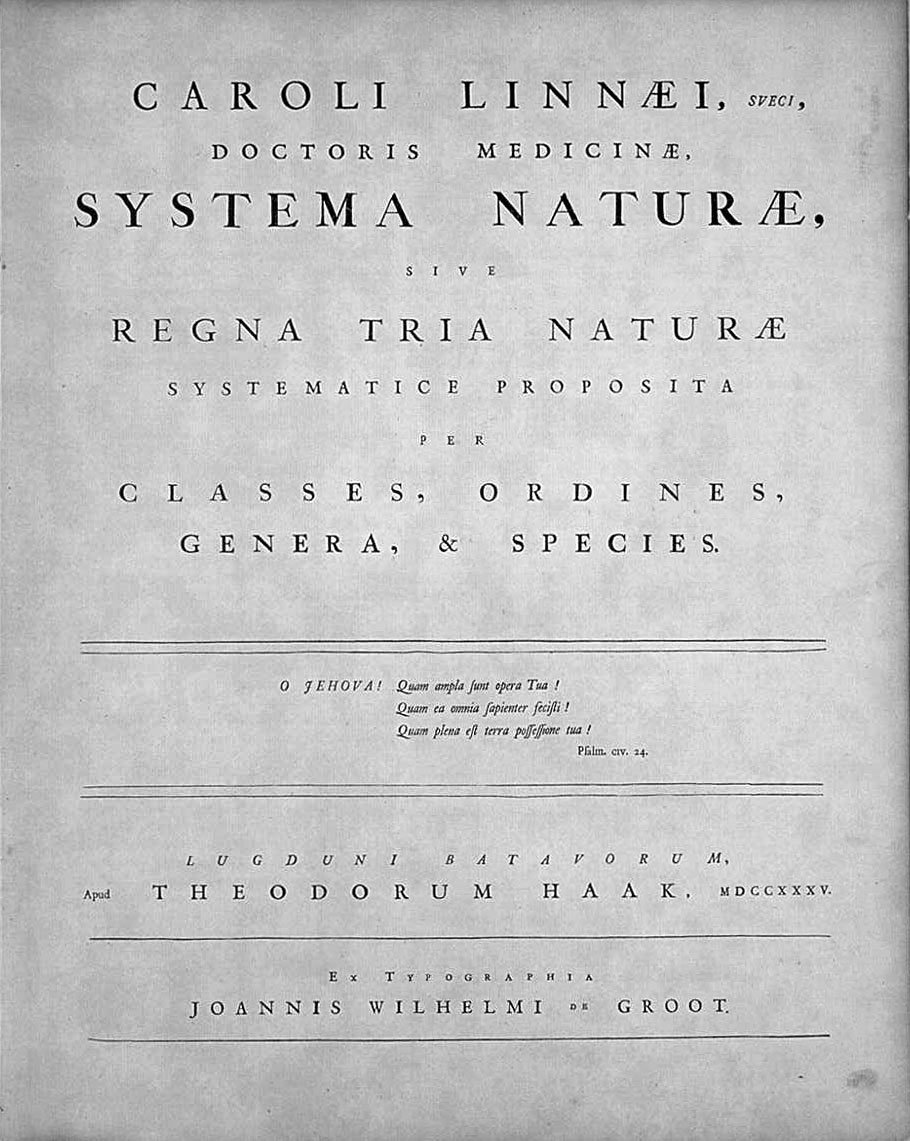
Оригинальный титульный лист Systema Naturae Линнея, опубликованной в 1735 году

Ранние биологи часто публиковали целые тома или многотомные описания, пытаясь каталогизировать все известные виды. Эти каталоги обычно содержали подробные описания каждого вида и часто иллюстрировались при переиздании.
Первым из этих больших каталогов была История животных Аристотеля, опубликованная около 343 г. до н. э. Аристотель включил описания существ, в основном рыб и беспозвоночных, живущих на его родине, а также несколько мифических существ, которые, по слухам, живут в далеких землях, таких как мантикора.
В 77 году нашей эры Плиний Старший посвятил несколько томов своей Естественной истории описанию всех известных ему форм жизни. Похоже, он читал работы Аристотеля, так как пишет о многих из тех же далёких мифических существах.
К концу XII века Konungs skuggsjá — древнескандинавский философский дидактический труд, содержал несколько описаний китов, тюленей и чудовищ исландских морей. Эти описания были краткими и часто ошибочными, и они включали описание русалки и редкого похожего на остров морского монстра по имени Hafgufu. Автор не решался упомянуть зверя (сегодня известного как вымышленный) из опасения его размера, но считал достаточно важным, чтобы включить в свои описания.
Однако самым ранним признанным авторитетом в области видов является Линней, который стандартизировал современную систему таксономии, начиная с его Systema Naturae в 1735 году.
Поскольку каталог известных видов быстро увеличивался, стало непрактично вести единую работу, документирующую каждый вид. Публикация статьи, документирующей один вид, была намного быстрее и могла быть выполнена учёными с менее широкими областями исследований. Например, учёному, открывшему новый вид насекомых, не нужно было бы разбираться в растениях, или лягушках, или даже насекомых, которые не похожи на этот вид, а нужно было бы разбираться только в близкородственных насекомых.

## Современные описания видов
Официальные описания видов сегодня следуют строгим руководящим принципам, изложенным в кодексах номенклатуры. Очень подробные официальные описания сделаны учёными, которые обычно внимательно изучают организм в течение значительного промежутка времени. Диагностика может быть использован вместо, или наряду с описанием. Диагностика уточняет отличие нового вида от других видов.
В последнее время описания новых видов были сделаны без «voucher specimens», и это вызвало споры.

## Нормы описания видов
Согласно отчёту RetroSOS, в 2000-х годах ежегодно описывалось следующее количество видов.
| Год  | Общее количество описаний видов | Описаны новые виды насекомых |
| ---- | ------------------------------- | ---------------------------- |
| 2000 | 17,045                          | 8,241                        |
| 2001 | 17,003                          | 7,775                        |
| 2002 | 16,990                          | 8,723                        |
| 2003 | 17,357                          | 8,844                        |
| 2004 | 17,381                          | 9,127                        |
| 2005 | 16,424                          | 8,485                        |
| 2006 | 17,659                          | 8,994                        |
| 2007 | 18,689                          | 9,651                        |
| 2008 | 18,225                          | 8,794                        |
| 2009 | 19,232                          | 9,738                        |